# Briar Nolet
Briar Anne Nolet (Toronto; 27 de diciembre de 1998) es una actriz, modelo y bailarina. Es conocida por interpretar a Richelle en la serie The Next Step.

## Biografía
Briar Nolet nació el 27 de diciembre de 1998 en Toronto, Canadá. Hija de Alan Nolet, exgimnasta olímpico, y Tamara Nolet, y hermana de Abbey Nolet, también bailarina. Empezó desde los siete años a bailar en la compañía de danza llamada "Canadian Dance Company" y desde los doce años empezó a competir en la modalidad de solos, pero antes de ser bailarina era gimnasta, lo que lo dejó porque era muy duro. Estudió en el Católico de Trinidad Santo en Oakville, Ontario. Su estilo de baile favorito es el Jazz, pero baila Acro, así que le gusta hacer una mezcla de ambos.
Es conocida por interpretar el papel de Richelle en la serie canadiense The Next Step.

## Vida personal
Hasta el 27 de marzo de 2022 mantuvo (sin confirmar ruptura) una relación con Myles Erlick.

## Televisión
| Número | Nombre        | Papel    | Canal          | Año       |
| ------ | ------------- | -------- | -------------- | --------- |
| 1.     | The Next Step | Richelle | Family Channel | 2013-2025 |

## Película
- One Drop (2016) - Criatura
- Noches blancas: Tres historias de amor inolvidables.